# Évelyne et moi
Singles de Daniel Balavoine
Viens vite
(1973) Vienne la pluie
(1975)
Évelyne et moi est une chanson écrite, composée et interprétée par Daniel Balavoine,  sortie en 1975 sur l'album De vous à elle en passant par moi, puis en 45 tours comme premier et unique extrait. Il existe deux versions de la pochette du single : la première, destinée au pressage pour la vente, montre Balavoine habillé en veste de jeans et chemise sur un fond bleu avec des fleurs et mains peintes, et la seconde, celle destinée à la promotion, en noir et blanc, montrant le chanteur prenant la pose, vêtu d'un costume et tenant une cigarette.
Au moment de sa sortie, le titre passe timidement en radio, alors que l'album dont il est issu est un échec commercial.